# تیغ‌زن (ترانه کانیه وست)
«تیغ‌زن» (به انگلیسی: Gold Digger) تک‌آهنگی از کانیه وست با حضور جیمی فاکس است که در ۵ ژوئیه ۲۰۰۵ منتشر شد.
این تک‌آهنگ در چارت‌های جزو ده ترانه اول قرار گرفت.